# Сестерций

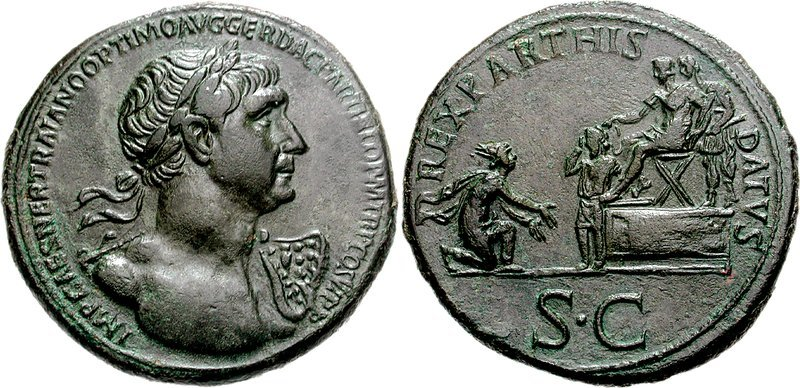
Сестерций Траяна, Рим, 116—117 гг.

Сесте́рций (лат. sestertius) — древнеримская серебряная монета (со времён Августа — из медного сплава) достоинством в два асса и один семис (½ асса), что и зафиксировано в её названии. Дословно оно означает «половина третьего» (лат. semis + tertius), то есть два асса и половина третьего. Номинал монеты обозначался аббревиатурой IIS (HS или IIS), где II — римская цифра, означающая два асса, S — семис (половина). Согласно одной из версий, это обозначение стало прообразом знака доллара — $.
Во времена республики сестерций чеканился в виде маленькой серебряной монеты. После денежной реформы Августа сестерцием была монета из недрагоценных металлов с большими размерами, очень хорошим качеством изготовления и реалистичными изображениями.

## История
Сестерций — серебряная монета, первоначально весившая 1 скрупул (1,137 г.) и равная ¼ денария. Дословно означает «половину трёх» (лат. semis + tertius), то есть два с половиной (по аналогии с русским языком: «пол-третьего», то есть два часа тридцать минут), поскольку в период с 268 по 217 год до н. э. сестерций был равен 2 ассам и 1 семису (½ асса). Отсюда и происхождение символа — IIS, то есть «два асса (II) и семис (S)». В 217 году до н. э. снижение веса денария практически не отразилось на сестерции — его вес также уменьшился, однако остался близок к 1 скрупулу. Вероятно, поэтому именно в сестерциях обозначали номиналы золотых монет, выпуск которых был начат в 209 году до н. э. (с 89 года до н. э. сестерций в связи с его близостью к 1 скрупулу вообще стал основной единицей денежного счёта в древнеримской монетной системе, заменив в этом качестве асс.
К 217 году до н. э. (211 или 269 по другим версиям) в Риме была введена новая монетная система с золотыми, серебряными и бронзовыми монетами, основой которой стал серебряный денарий, равный 10 ассам. Чеканились серебряные монеты — денарии (10 ассов), квинарии (5 ассов) и сестерции (2 ½ асса). Денарий весил около 4,55 г. (980 проба) или 1⁄72 фунта (4 скрупула).
В III веке нашей эры они теряют свою ценность, качество изготовления падает, и они выходят из употребления. Конец чеканки — при Валериане, Галлиене и Постуме (конец III в. н. э.).
Когда прекращено использование в обращении — сказать трудно. Римские монеты пережили распад империи и падение её разделившихся частей и продолжали использоваться ещё довольно долго.
Сегодня императорские сестерции являются одной из самых дорогих монет среди коллекционеров и нумизматов.

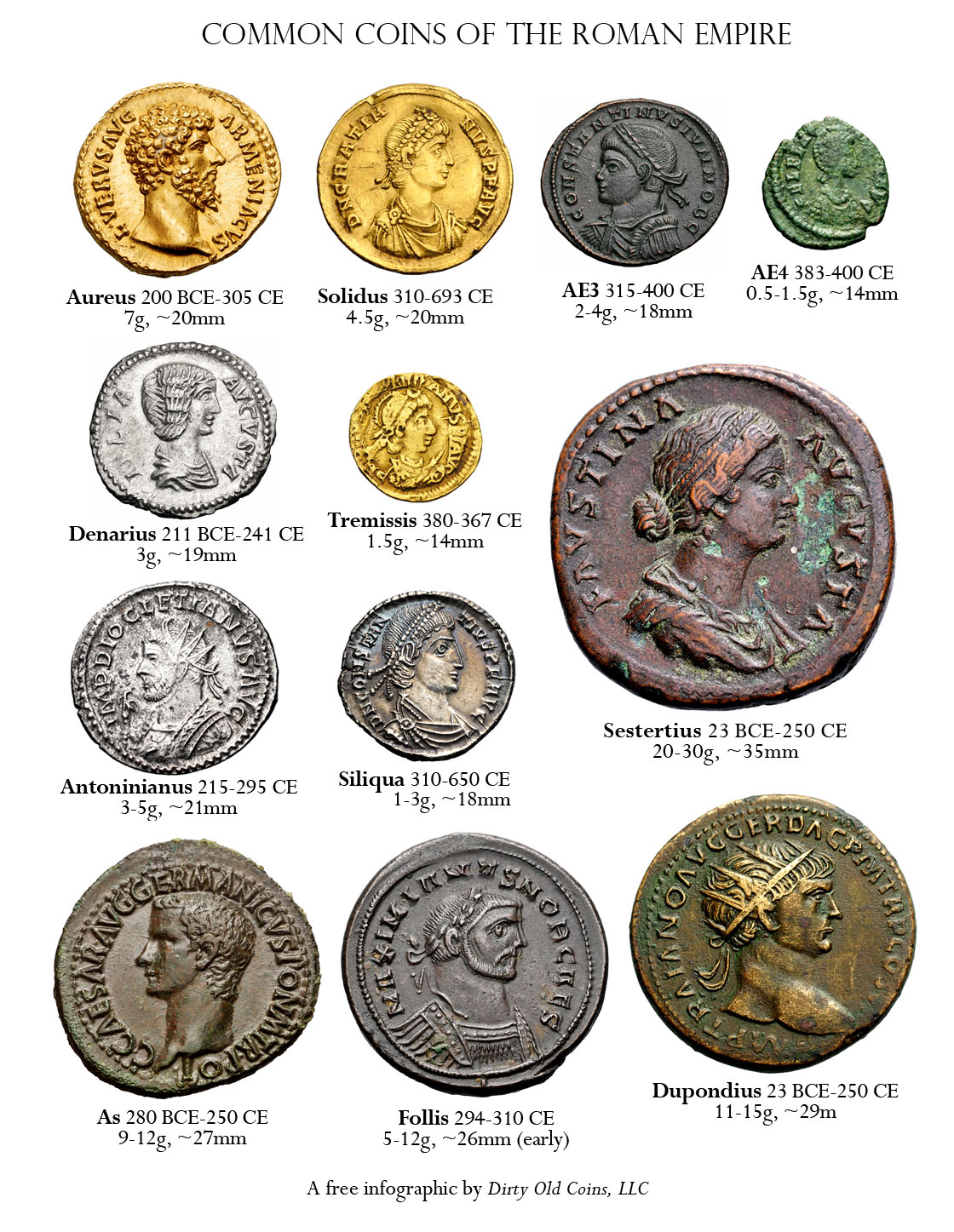
Наиболее часто используемые номиналы монет и их относительные размеры во времена Римской империи